# (729) Watsonia
(729) Watsonia es un asteroide que forma parte del cinturón de asteroides y fue descubierto por Joel Hastings Metcalf desde Winchester, Estados Unidos, el 9 de febrero de 1912.

## Designación y nombre
Watsonia se designó al principio como 1912 OD.
Más adelante, fue nombrado en honor del astrónomo estadounidense James Craig Watson (1838-1880).

## Características orbitales
Watsonia orbita a una distancia media de 2,76 ua del Sol, pudiendo alejarse hasta 3,027 ua. Su excentricidad es 0,09654 y la inclinación orbital 18,04°. Emplea en completar una órbita alrededor del Sol 1675 días.